# ريتشارد جونستون (ملحن)
ريتشارد جونستون (بالإنجليزية: Richard Johnston)‏ هو معلم موسيقى وملحن كندي وأمريكي، ولد في 7 مايو 1917، وتوفي في 16 أغسطس 1997.